# De l'or au nord
Pour plus de détails, voir Fiche technique et Distribution.
De l'or au nord (titre original : Bonanza Bunny) est un court métrage d'animation américain de la série Merrie Melodies mettant en scène Bugs Bunny, réalisé par Robert McKimson, sorti en 1959.

## Fiche technique
- Dates de sortie :
  -  États-Unis :  5 septembre 1959